# Сету

Национальный флаг сету (также флаг Сетомаа)

Се́ту (также сетукезы, сето, псковская чудь, полуверцы) — малочисленная финно-угорская этническая группа, проживающая в юго-восточной части Эстонии (уезды Вырумаа и Пылвамаа), Печорском районе Псковской области России (с 1920 по 1940 гг. — в уезде Петсери Эстонской Республики) и прилегающих районах. Историческая область проживания народа сету носит название Сетумаа или Сетукезия. В Эстонии насчитывается от 10 до 13 тысяч сету. В России по переписи 2021 года к сету себя отнесли 234 человека (в 2002 году — 197 человек).

## Численность и расселение
Точную численность сету установить трудно, так как данная этническая группа, не внесённая в списки народов, проживающих на территории России и Эстонии, подверглась сильной ассимиляции; примерная оценка численности — 10 тысяч человек. При переписях населения сету обычно записывали себя эстонцами или русскими.

### Россия
В России по переписи 2002 года 197 человек идентифицировали себя как сету, в том числе 172 человека в Псковской области. По данным Всероссийской переписи населения 2010 года численность сету в России составила 214 человек (городское население — 50 человек, сельское — 164), в том числе 123 человека в Псковской области, из которых 117 человек — в Печорском районе Псковской области.
В Печорском районе Псковской области выделяют два ареала сету:
- северный: приграничный запад Круппской волости;
- основной (с рассеянными участками на территории Паниковской, Изборской, Новоизборской волостей и городского поселения Печоры):
  - в приграничной части Паниковской волости;
  - в треугольнике Паниковичи — Печоры — Изборск (между трассами Псков — Изборск (М212) — Рига (E 77) и Изборск — Печоры);
  - в треугольнике Печоры — Изборск — Новоизборск (до железной дороги Псков — Печоры)[9].

Численность сету в Печорском районе на начало года в период с 1945 по 1999 гг. 
(составлено по: Историко-этнографические очерки 1998 г., стр. 296):
| Год  | 1945 | 1959   | 1970   | 1979   | 1989  | 1996  | 1999  |
| ---- | ---- | ------ | ------ | ------ | ----- | ----- | ----- |
| Чел. | 5700 | ↘ 4500 | ↘ 2360 | ↘ 1630 | ↘ 950 | ↘ 720 | ↘ 500 |

Наибольшее число сету (34 человека) в 2002 году проживало в городе Печоры.
По итогам переписи населения 2002 года, из 172 сету в Псковской области, 170 — в Печорском районе, в том числе:
- 33[8] или 34[18] человек проживало в городе Печоры (0,26 % из 13 056 жителей),
- 13[8] (или 12[18]) человек в деревне Качево (46 % из 28 жителей), 11 (или 10) человек в деревне Лыково (73 % из 15 чел.), 0 или 7 человек в деревне Угарево (0 или 33 % из 21 чел.); 5 (или 13) человек в деревне Трофимково (38 % из 13 чел. или 52 % из 25 чел.), 4 (или 6) человек в деревне Вруда (100 %), 3 (или 0) человек в деревне Черемново (33 % из 9 чел.), 2 (или 0) человек в деревне Керино (33 % из 6 чел.) Паниковской волости (всего 38[8] или 48[18] человек),
- 10 (или 7[8]) человек в деревне Соколово (31 % из 32 чел.), 6 (или 11[8]) человек в деревне Махново (86 % из 7 чел. или 100 % из 11 чел.) Новоизборской волости (всего 16[8] или 18[8] человек),
- 14[18] человек в деревне Подлесье (5 % из 257 жителей); 0 или 10 человек в деревне Затрубье-Лебеды (0 или 24 % из 42 жителей); 9 человек в деревне Кошельки (30 % из 30 чел.), 0 или 7 человек в деревне Горохово (0 или 23 % из 30 чел.); 6 (или 4) человек в деревне Рысево (40 % из 15 чел.), 4 (или 7) человек в деревне Грабилово (80 % из 5 чел. или 100 % из 7 чел.), 4 или 7 человека в деревне Смольник (40 % из 10 чел.), 3 (или 0) человек в деревне Митковицкое Загорье (50 % из 6 чел.), 2 (или 0) человек в деревне Демидово (100 % из 2 чел.), 2 (или 0) человека в деревне Сорокино (67 % из 3 чел.), 2 (или 0) человека в деревне Индовино (67 % из 3 чел.), 1 (или 0) человек в деревне Херково (50 % из 2 чел.) в составе городского поселения Печоры (всего 33 (или 58[18]) человек на территории бывшей Печорской волости и 64 (или 92[18]) человека в новых (с 2005 г.) границах городского поселения Печоры).

По данным переписи 2010 года, в России проживали 214 сету, из них в Печорском районе — 37 человек.
В январе 2022 года пятеро жителей Псковской области через суд доказали свою принадлежность к народности сету.

### Эстония
В Эстонии учёт сету в последний раз был проведён в 1934 году. Хотя при переписи их считали в числе эстонцев, в издании Государственного статистического бюро Эстонии №164–165 (7-8) за 1935 год сказано, что в Эстонии насчитывается 14 961 сету, что на 10,8 % меньше, чем в 1922 году.
В Эстонии сету не имеют статуса национального меньшинства и при переписях населения 2000, 2011 и 2021 годов в перечне национальностей выделены не были. В 2011 году как владеющих языком сету себя отметили 12 532 человека, родным языком которых является эстонский. При переписи 2021 года из общего числа жителей, говорящих на эстонском языке, владение языком сету (как диалектом) указали 26 220 человек.

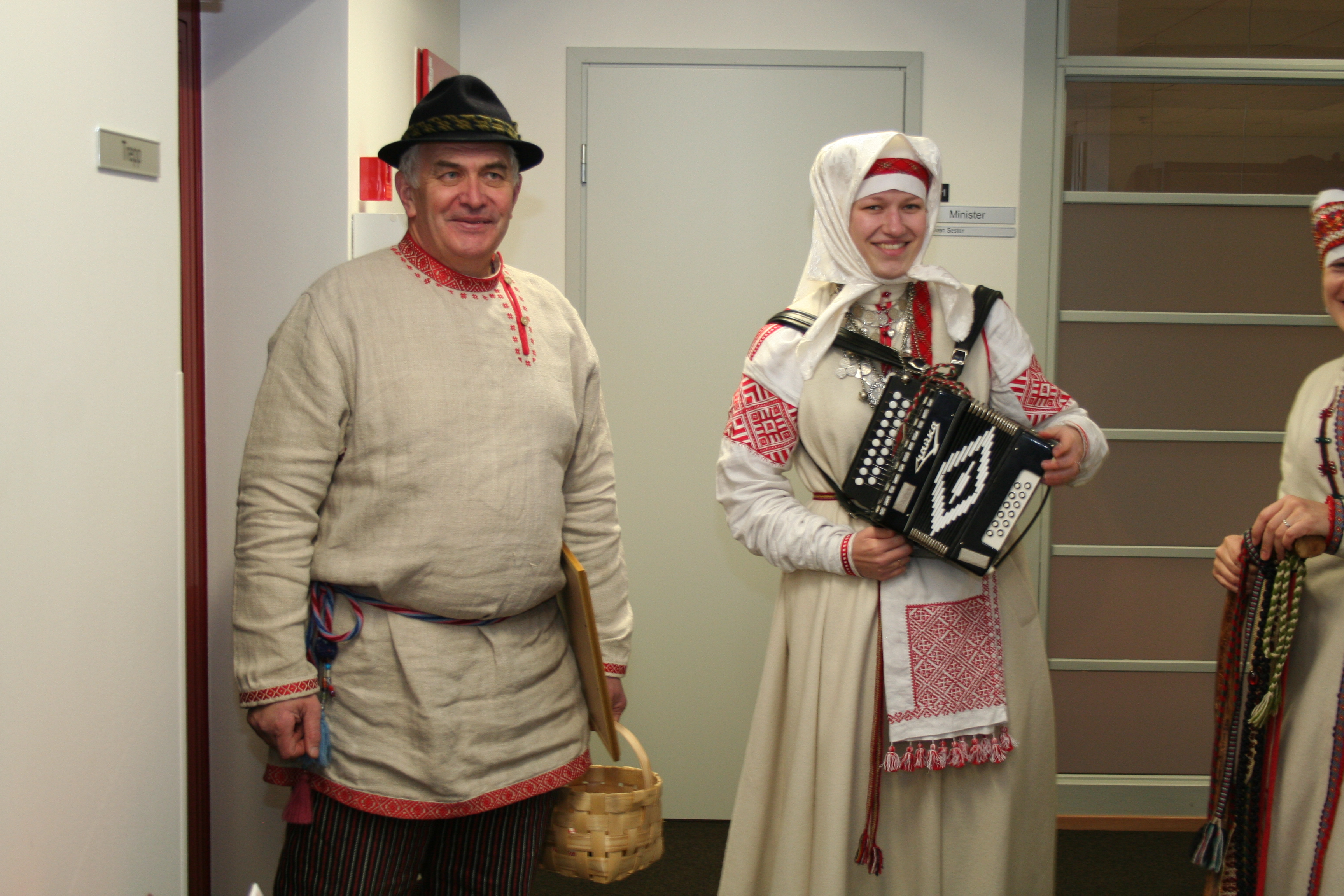
Представители эстонских сету на приёме в Министерстве финансов Эстонии, 2015 год

Число жителей Эстонии, говорящих на эстонском языке и владеющих языком сету 
как диалектом, в уездах по данным переписи населения 2021 года:
| Уезд        | Чел. |  | Уезд          | Чел.   |
| ----------- | ---- |  | ------------- | ------ |
| Тартумаа    | 6570 |  | Йыгевамаа     | 390    |
| Харьюмаа    | 5230 |  | Ляэне-Вирумаа | 390    |
| Вырумаа     | 4960 |  | Рапламаа      | 280    |
| Пылвамаа    | 4720 |  | Ида-Вирумаа   | 200    |
| Валгамаа    | 1090 |  | Сааремаа      | 190    |
| Пярнумаа    | 940  |  | Ляэнемаа      | 110    |
| Вильяндимаа | 690  |  | Хийумаа       | 30     |
| Ярвамаа     | 430  |  | ЭСТОНИЯ       | 26 220 |

## Происхождение
Происхождение сету вызывает споры среди учёных. Часть из них полагает, что сету — это потомки эстов, бежавших от насильственного крещения в лютеранскую веру в пределы Псковской земли; другие считают, что сету сформировались к середине XIX века на основе чудского субстрата, включив в свой состав и более поздних эстонских переселенцев, которые приняли православие. Есть и мнение, согласно которому сету представляют собой остаток автохтонного этноса — некогда столь же самостоятельного, сколь и ливы, водь, ижорцы. Наконец, всё большее распространение получает теория, по которой эстонцы и сету в равной мере восходят к древней чуди, с которой славяне встретились при освоении ими северо-западных земель будущей России (в пользу данной теории говорит наличие в культуре сету мощного пласта языческих элементов при полном отсутствии элементов лютеранства).

## Исторические миграции
В середине XIX века численность сету оценивалась в 9 тысяч человек, из которых около 7 тысяч проживали в пределах Псковской губернии.
Бурный рост населения привёл к тому что число сету к 1890 году оценивалось в 12-13 тысяч человек. Первая и единственная в Российской империи перепись населения 1897 года выявила численность сету на уровне 16,5 тысяч человек.
Русские и сету традиционно проживали чересполосно по причине встречного потока их миграций. Оба народа объединило православие, и главным регулятором отношений в регионе стал Псково-Печерский Свято-Успенский монастырь. По описаниям Ю. Ю. Трусмана, двуязычными среди сету были в основном мужчины, чьим родным языком был сетуский говор, а вторым, приобретённым в подростковом возрасте (для религиозных и торговых нужд), — псковский говор русского языка. Среди русских реже, но также встречались знающие язык сету, в основном в северных приходах у Псковского озера, где местное промысловое хозяйство приобрело артельные черты. С 1890 по 1904 году, ввиду интенсификации контактов с русским населением, языковая граница между русским языком и сету подверглась эрозии не в пользу последнего: полоса сплошного русскоязычия продвинулась вверх по западному берегу Чудского озера, также постепенно русифицировались малые анклавы и протуберанцы сету в районе Мал, Изборска, Залесья, Паниковичей. Впрочем, обрусение шло довольно медленно, и абсолютная численность сету до переселений столыпинского периода продолжала расти в крае. Интересно и то, что, несмотря на тяготение к русским и формально имперский статус русского языка, сету отмечали его коммуникативную ограниченность в этом регионе: «Им только до Печёр можно дойти».
В конце XIX — начале XX века веке часть сету покидает ареал традиционного расселения и принимает участие в переселенческом движении на восток, основав несколько колоний в Пермской губернии и к востоку от Красноярска (в 1918 году в Енисейской губернии насчитывалось 5—6 тыс. сету).

Сету. 1912—1914 годы
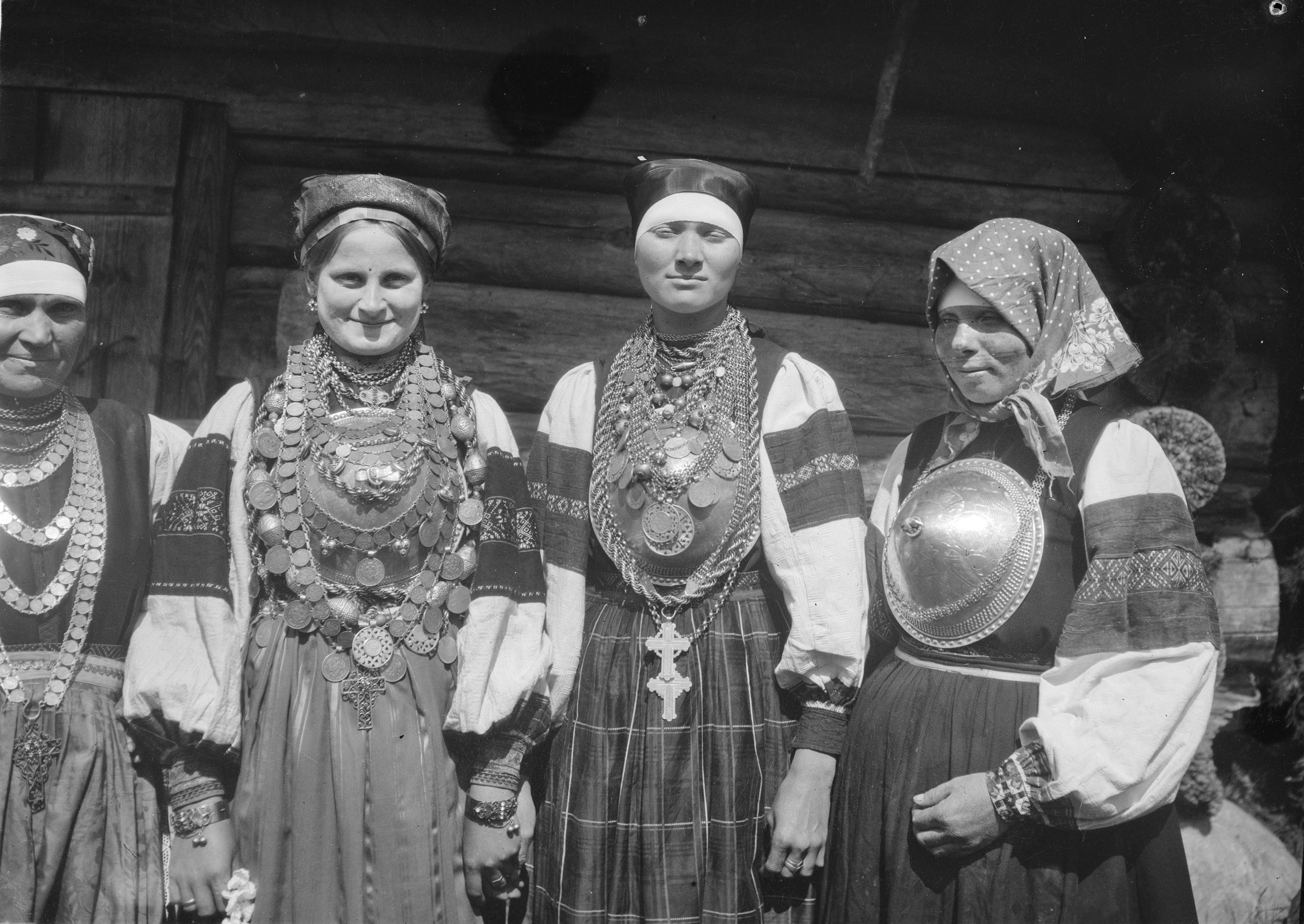
Женщины в традиционных нарядах
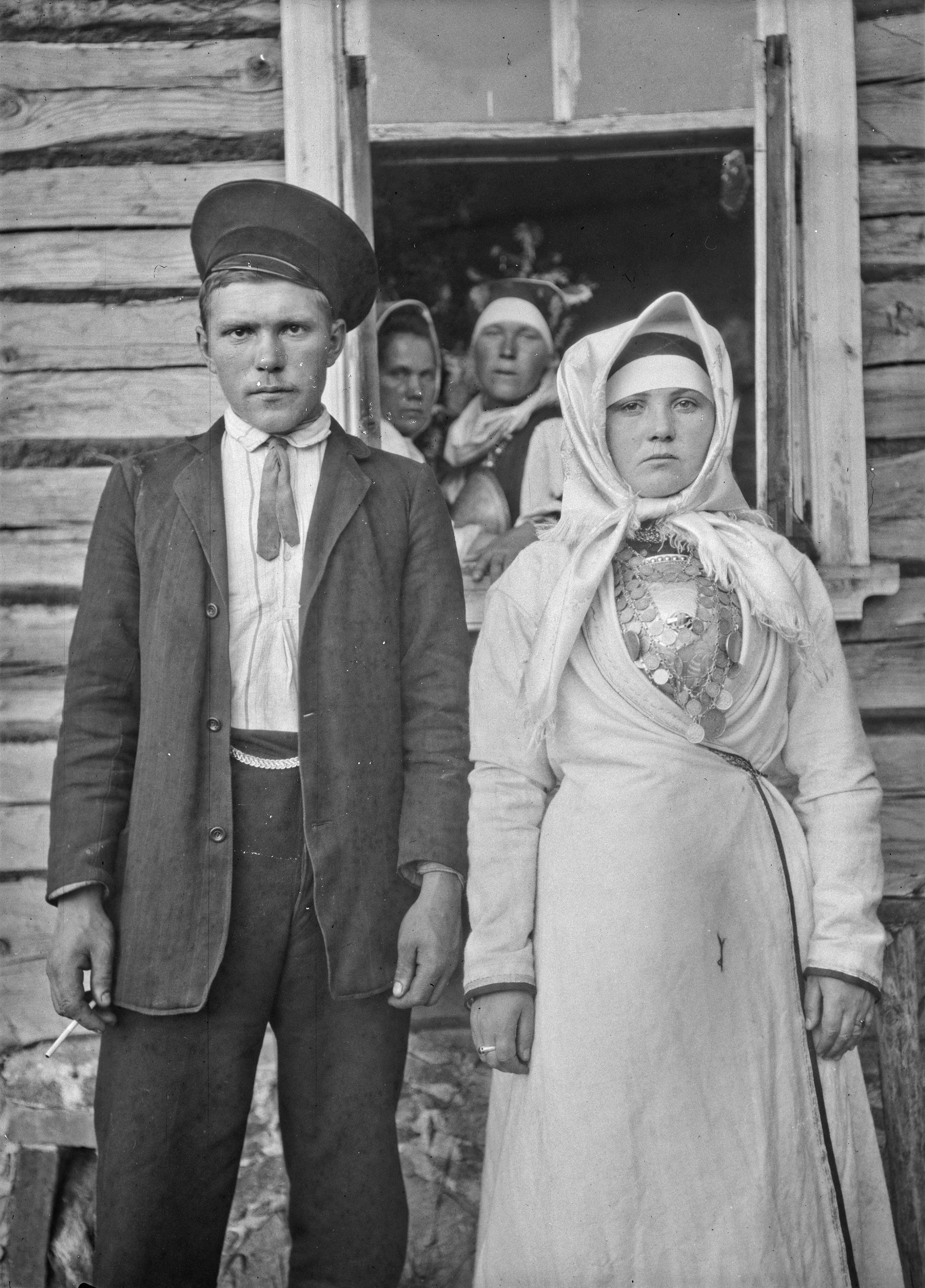
Жених и невеста
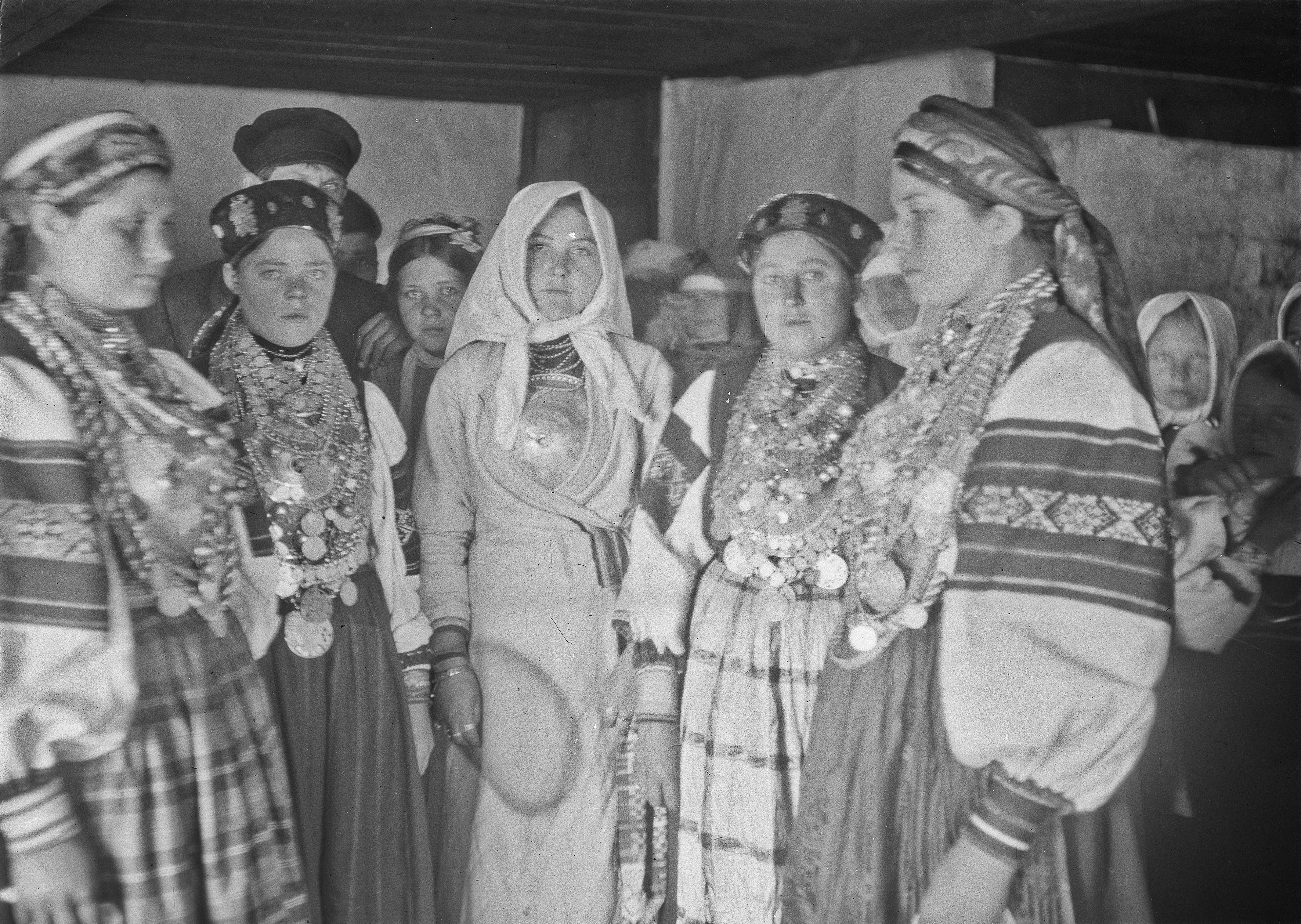
Невеста в окружении подружек. Село Верхоустье (Вярска)
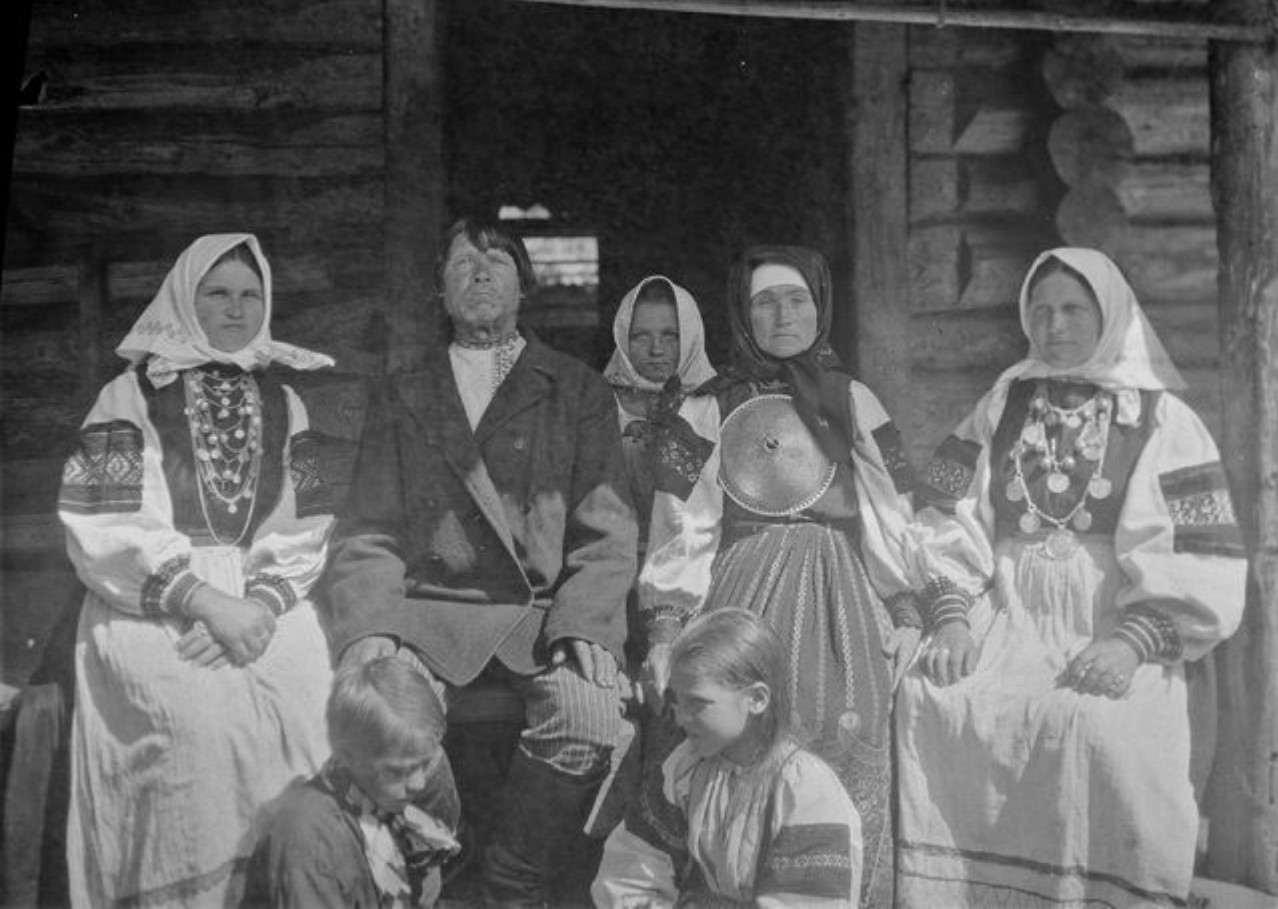
Семья рунопеца Юрия Лукина, Верхоустье
Мужчины после купания. Деревня Уусвада
Девушка из деревни Вымморски
Мужчина из деревни Вымморски
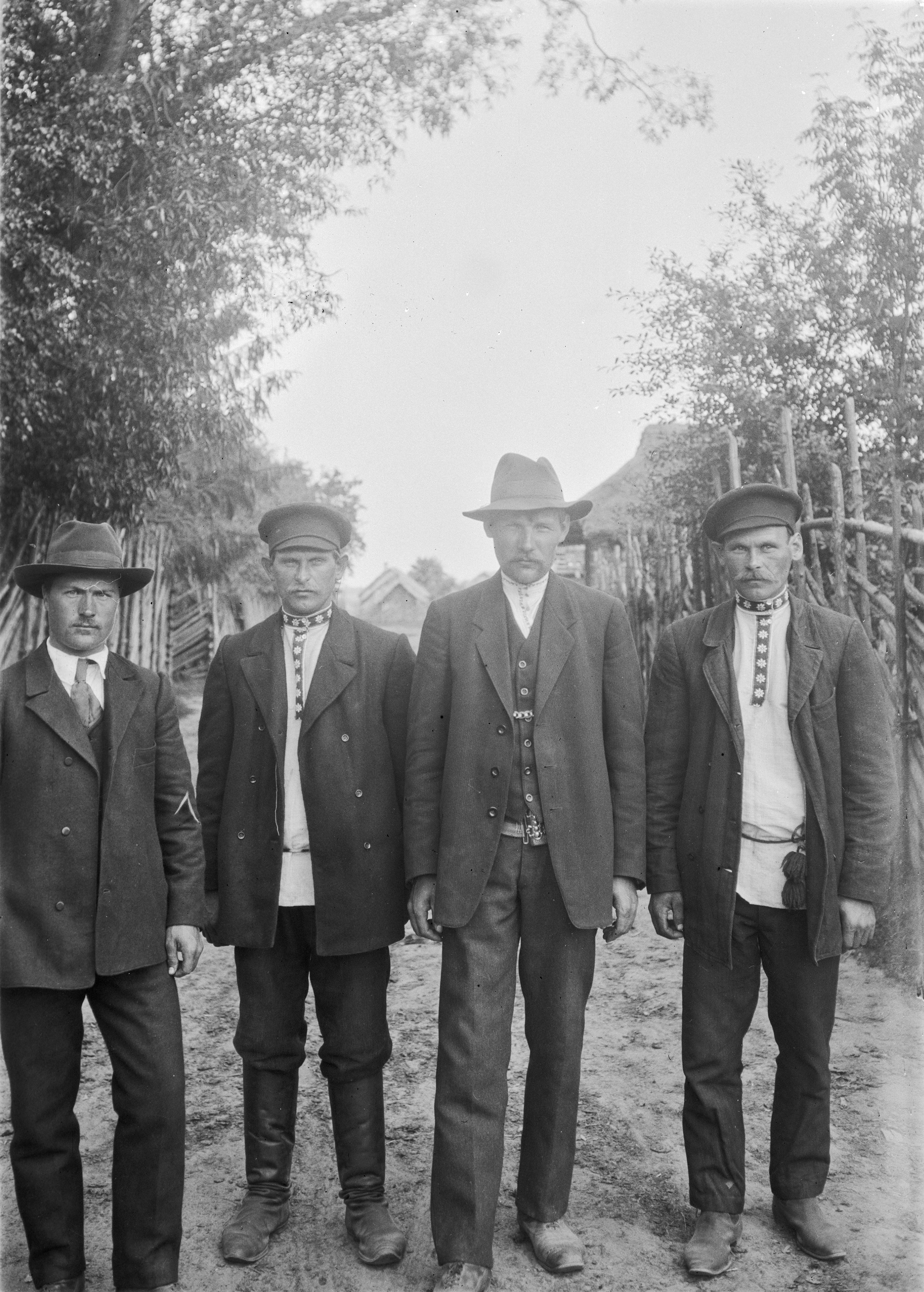
Мужская хоровая группа. Деревня Ваартси
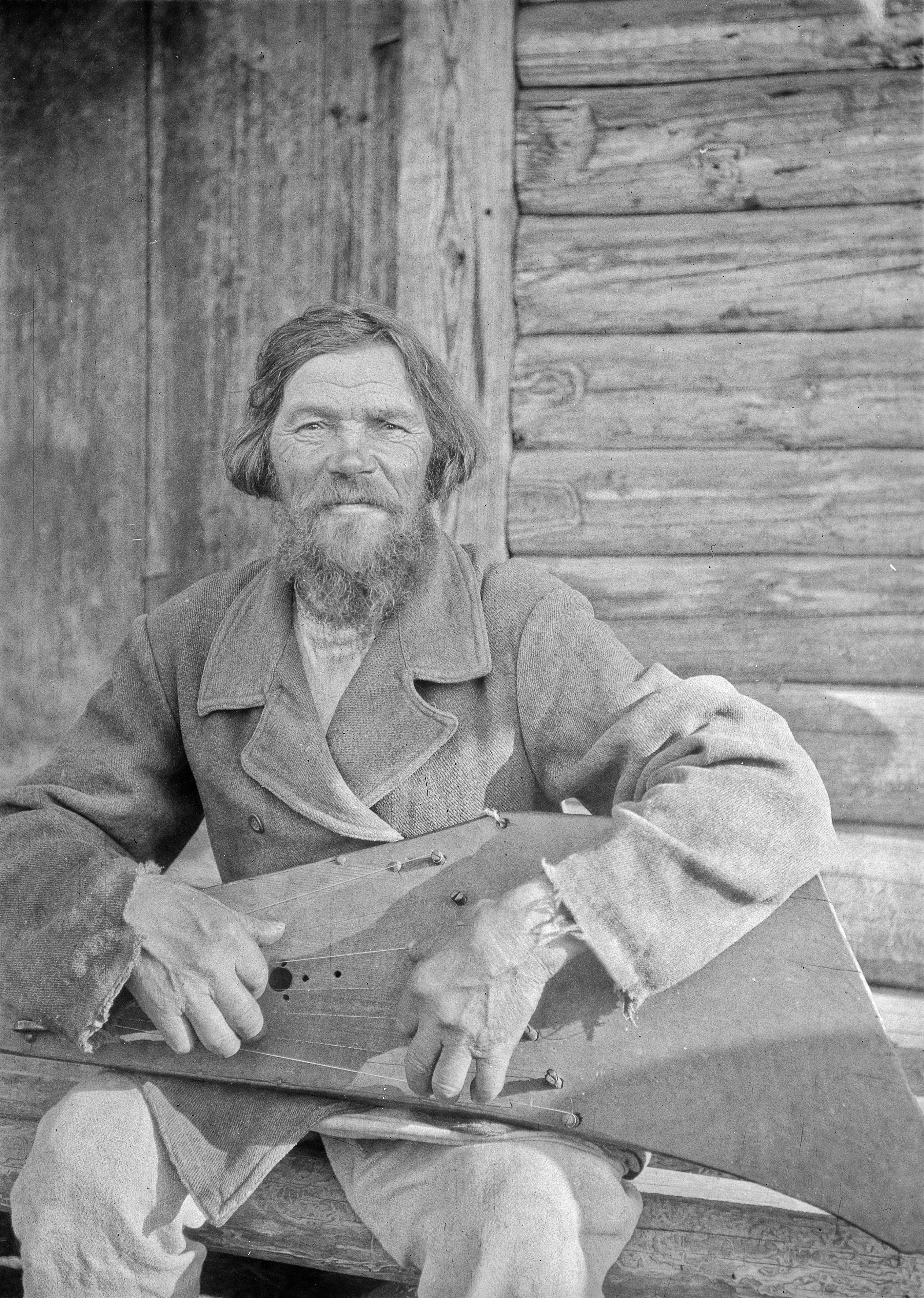
Музыкант играет на кантеле
Женский хор. Деревня Веретиня
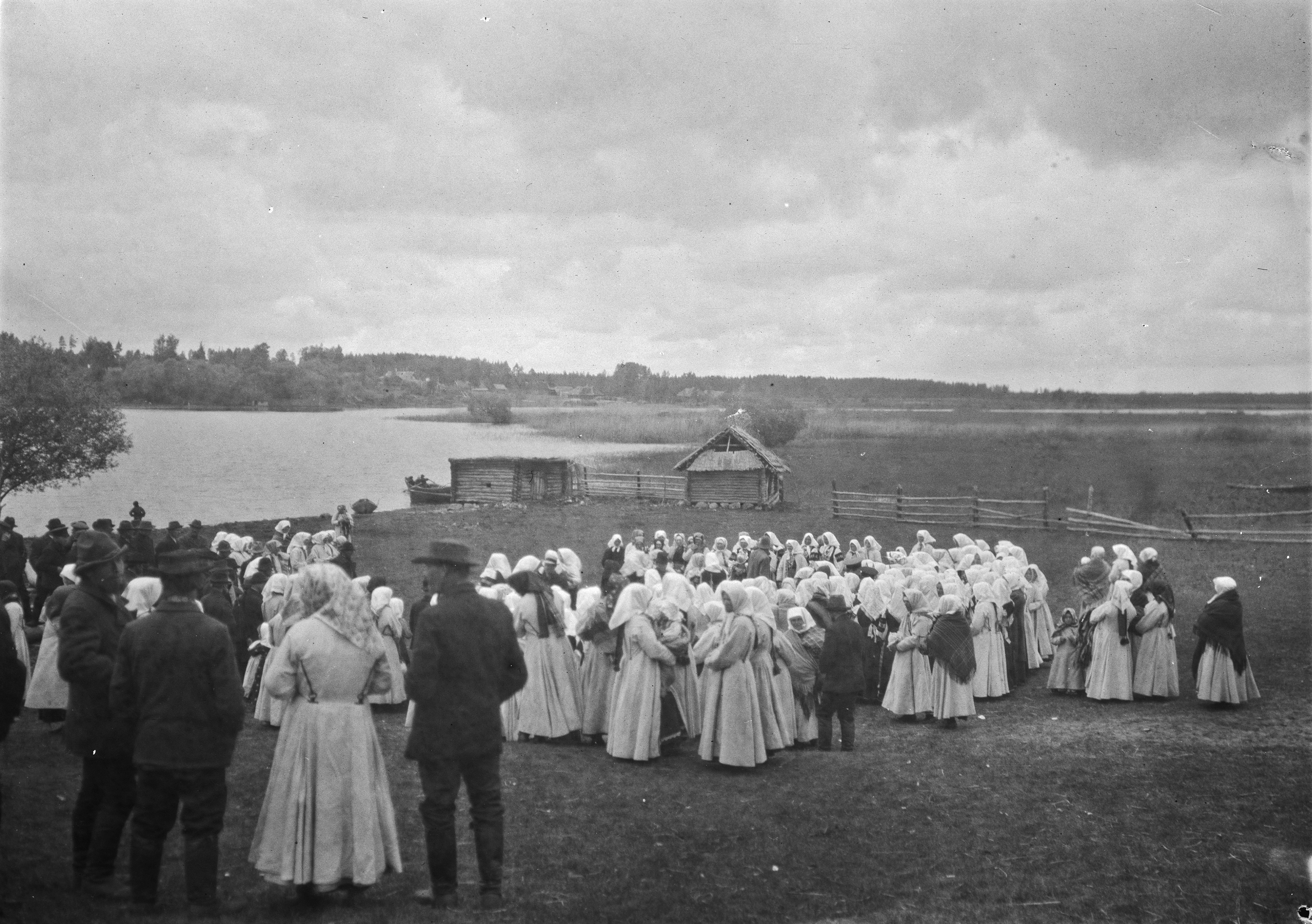
Танцевальная вечеринка на празднике «кирмаш». Деревня Лоботка

## Язык
В Эстонии сету официально не считаются национальным меньшинством, их язык считается частью выруского диалекта эстонского языка. Сету и выру Эстонии в связи с преподаванием в школах близкого литературного эстонского языка перешли на него. Однако сейчас в Южной Эстонии начато преподавание языка выру/сету. Там же с 2006 года издавался иллюстрированный журнал общины сету (Королевства Сету) «Peko Helü» на этом диалекте.
Сами сету считают свой язык самостоятельным, в то время как многие этнографы-лингвисты — частью выруского диалекта южноэстонского языка-диалекта.
Язык сету включён в 2009 году ЮНЕСКО в Атлас исчезающих языков мира как «находящийся под угрозой исчезновения».

## Культура и религия

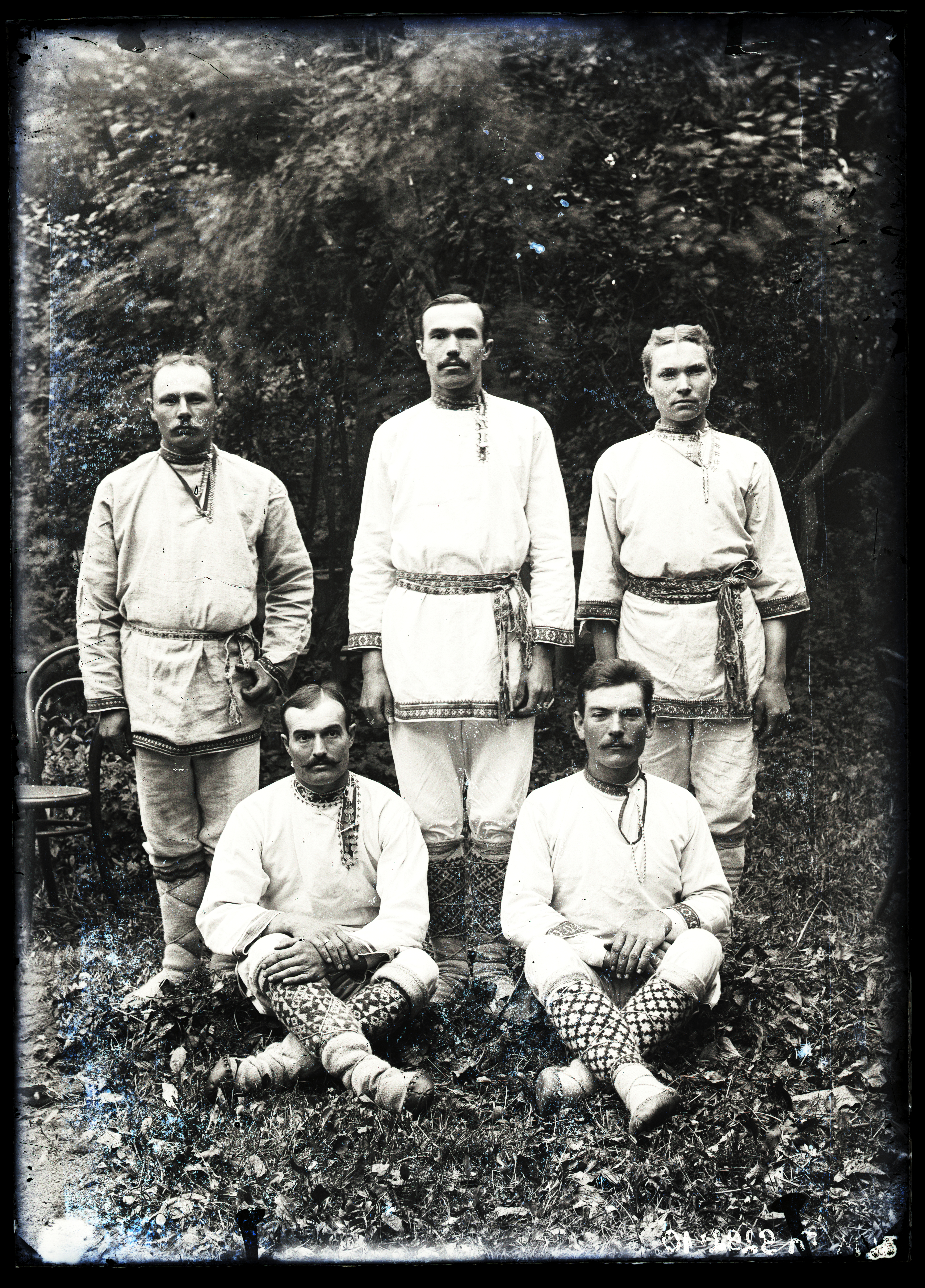
Мужской хор Сету в 1896 году

Сету, в отличие от лютеран-эстонцев, являются православными. Православие они приняли в XV—XVI веках, причём обращены в христианство они были сразу после язычества; поэтому (в отличие от собственно эстонцев, которые в XIII веке приняли католицизм, а в XVI веке — лютеранство) сету сохранили древнейшие черты финно-угорской дохристианской культуры. И всё же народный календарь сету является результатом трех конфессиональных напластований православного, католического и лютеранского типов, а всего же в верованиях сету российские исследователи Ю. В. Алексеев и А. Г. Манаков выделили шесть хронологически значимых исторических пластов.
В течение нескольких веков, приняв обряды православия и соблюдая их, сету не имели перевода Библии. Русские, проживавшие рядом, не считали сету полноценными христианами, называя их «полуверцами»; часто это наименование выступало в качестве этнонима.
Для домостроительства сету характерен псковский замкнутый двор с высокими воротами; позднее распространяются двухкамерные (а затем — и многокамерные) дома с застеклённой верандой. Такой тип дома переселенцы-сету занесли и в Сибирь.
Полифоническое пение сету, называемое сету леэло, внесено в список шедевров устного и нематериального культурного наследия человечества.
Традиционный народный костюм сету значительно отличался от костюма других групп эстонцев и включал в себя элементы русской одежды. У женщин бытовали рубаха-долгорукавка и косоклинный сарафан, у мужчин — русская косоворотка. Характерно обилие вязаных шерстяных вещей (носков, перчаток, варежек) с двуцветным (белый с коричневым) геометрическим орнаментом.
В деревнях Сигово и Обинитса расположены музеи-усадьбы сету.

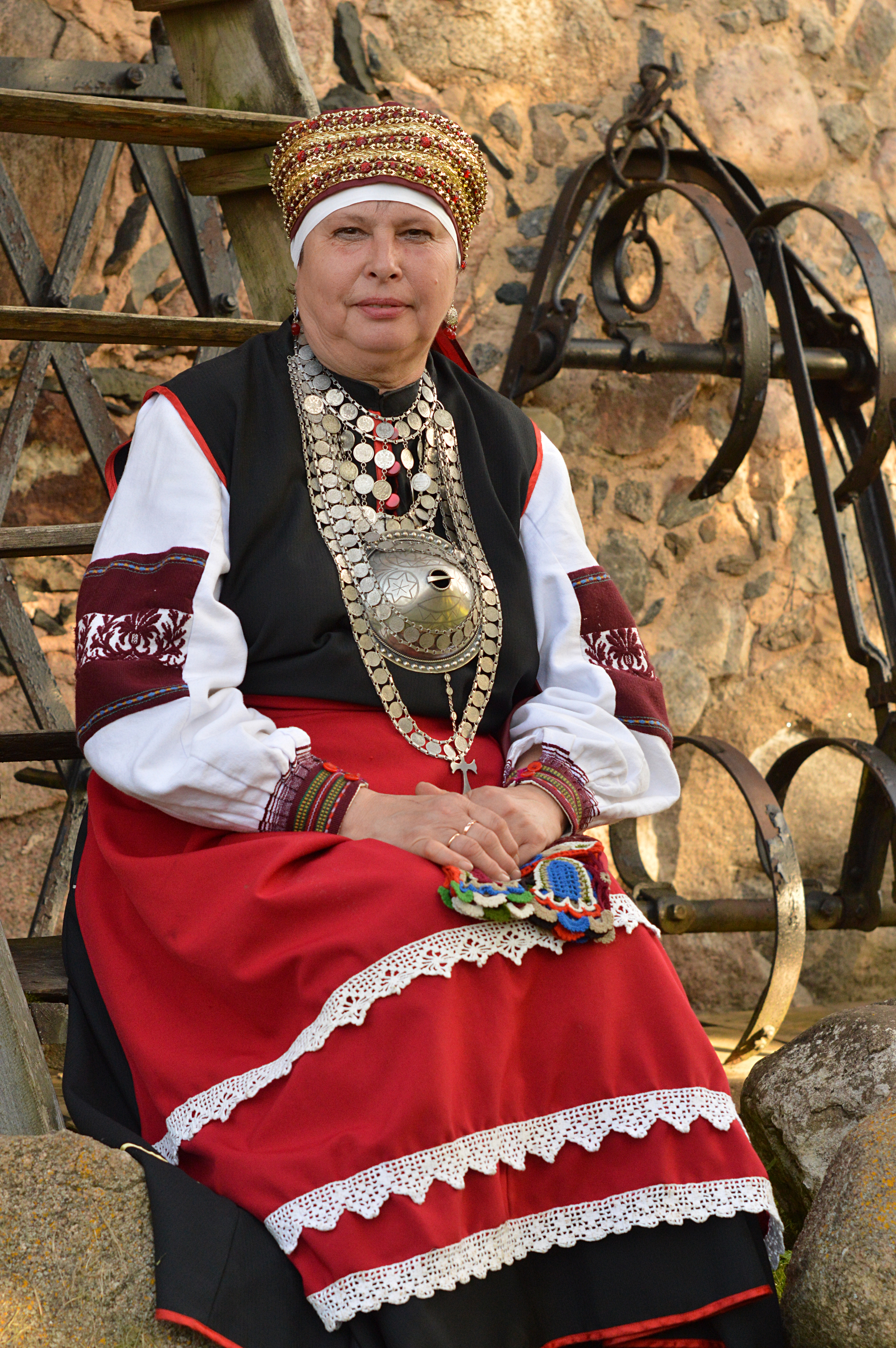
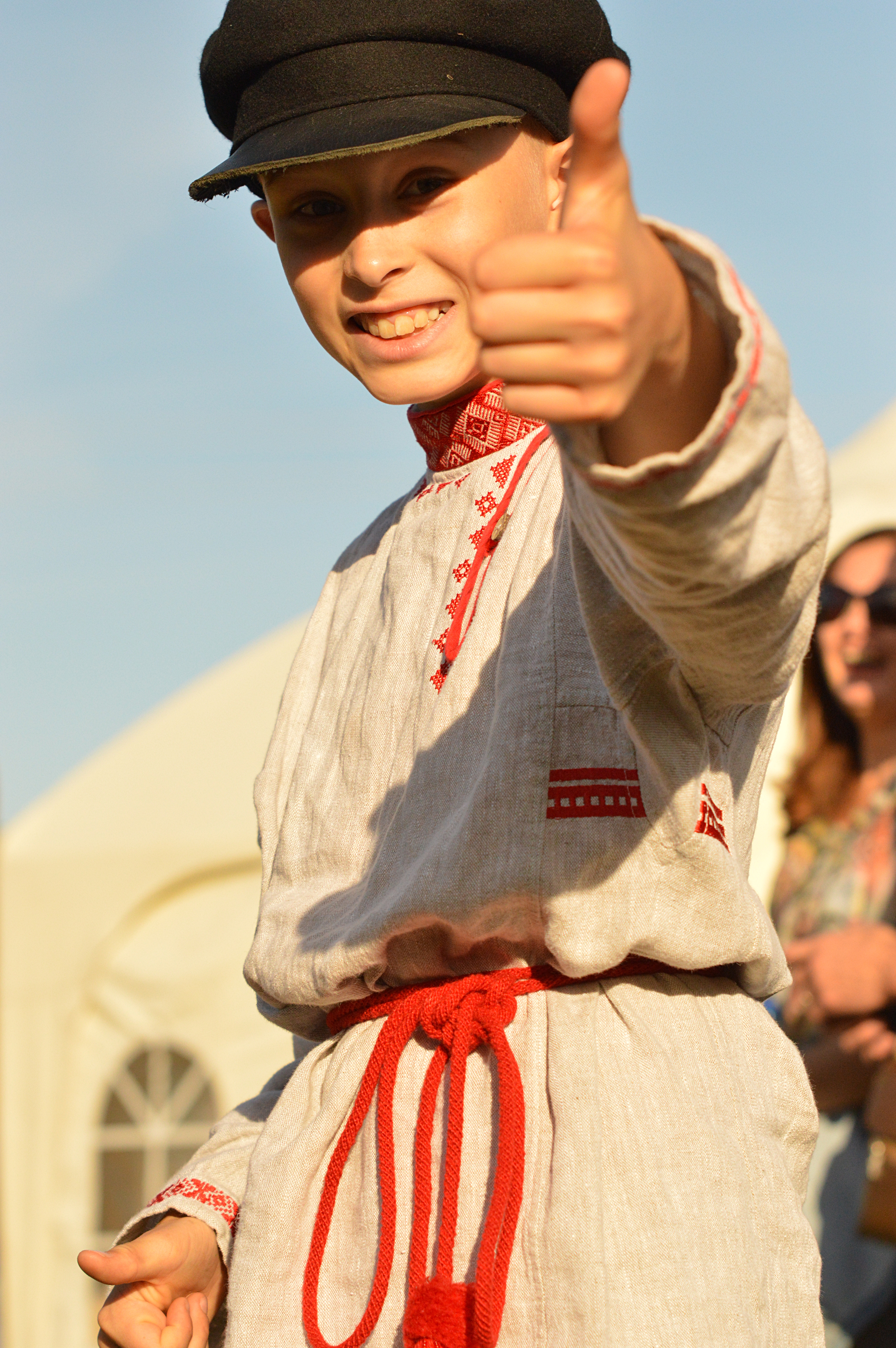
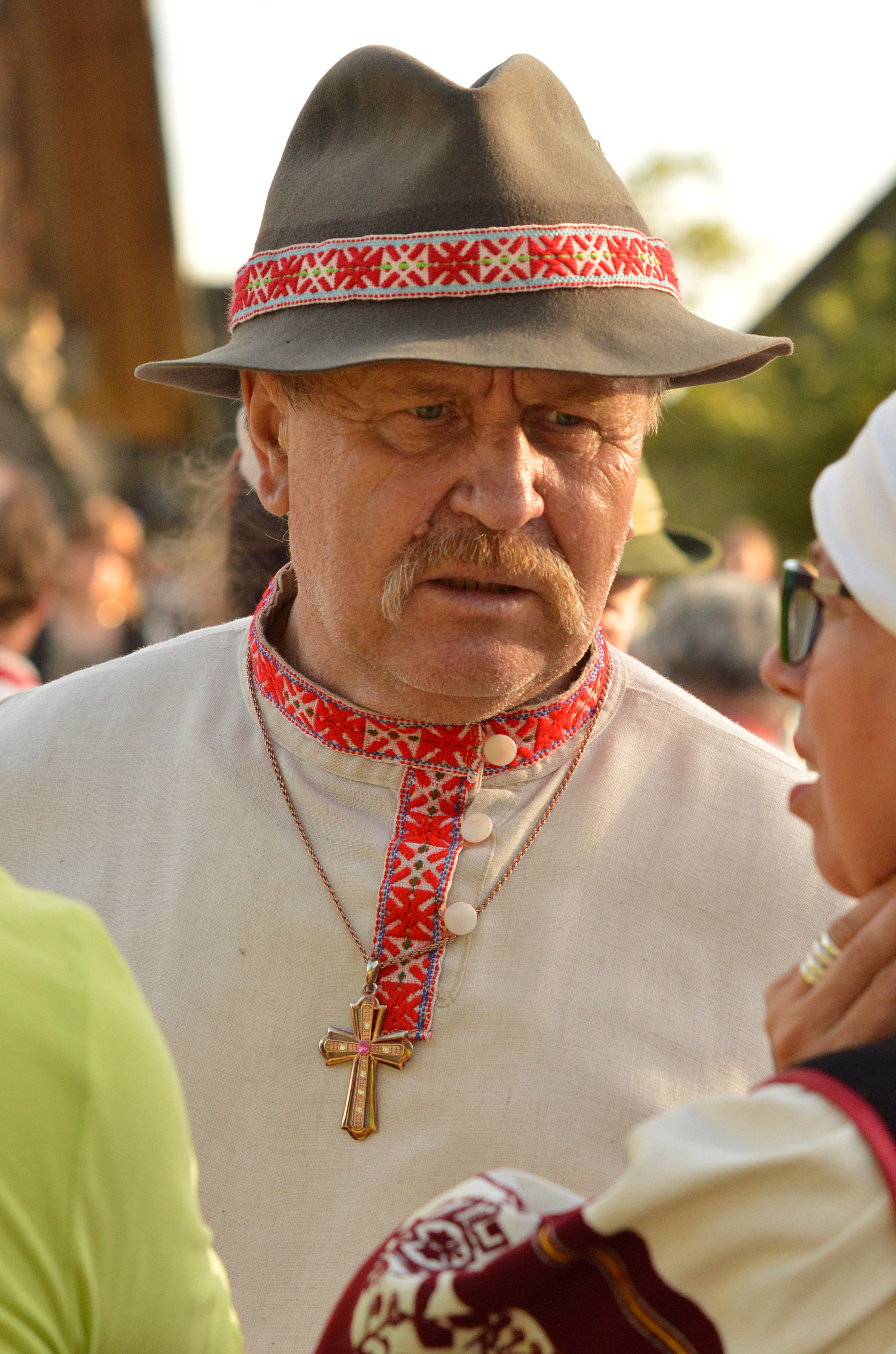
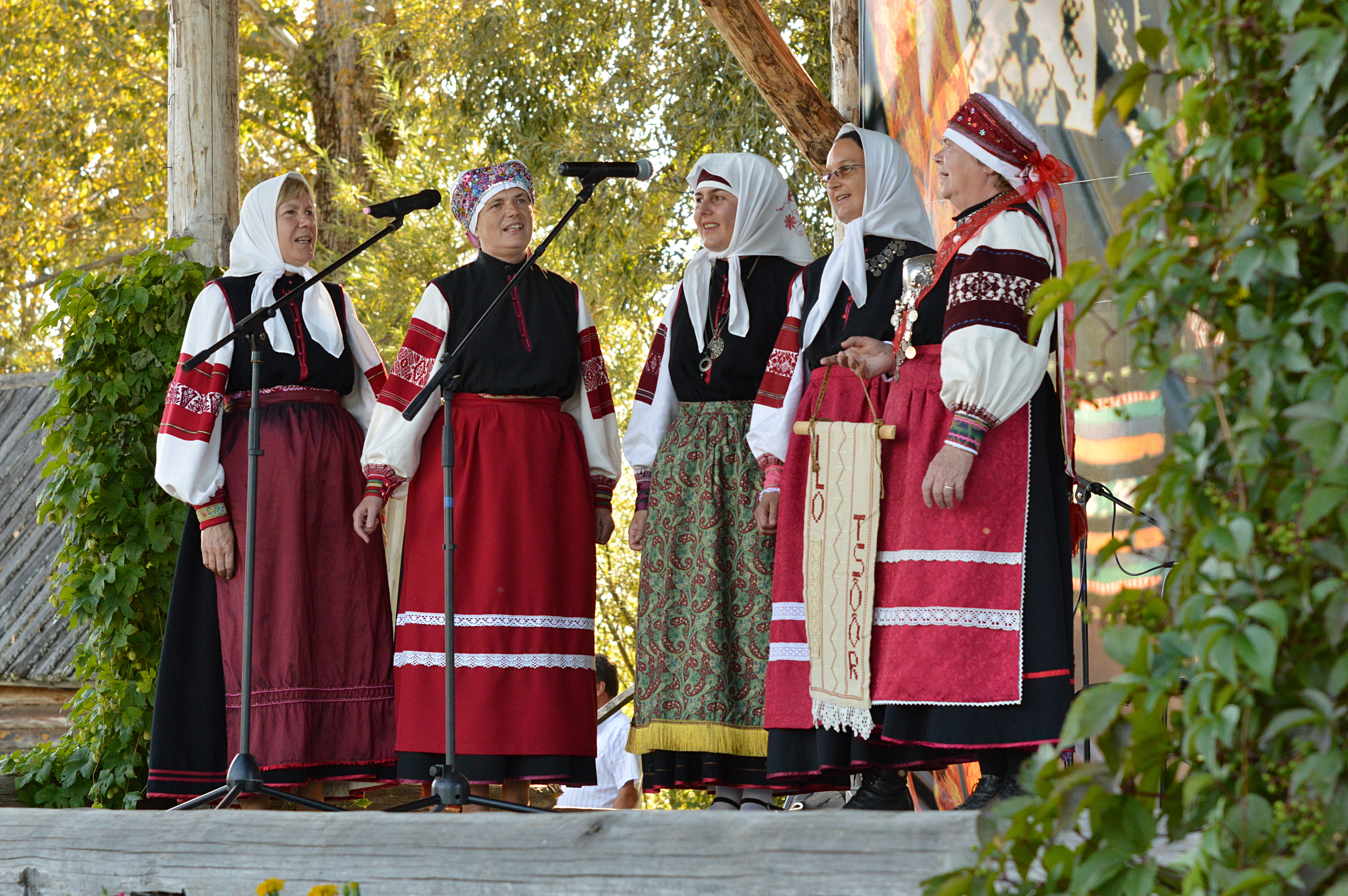
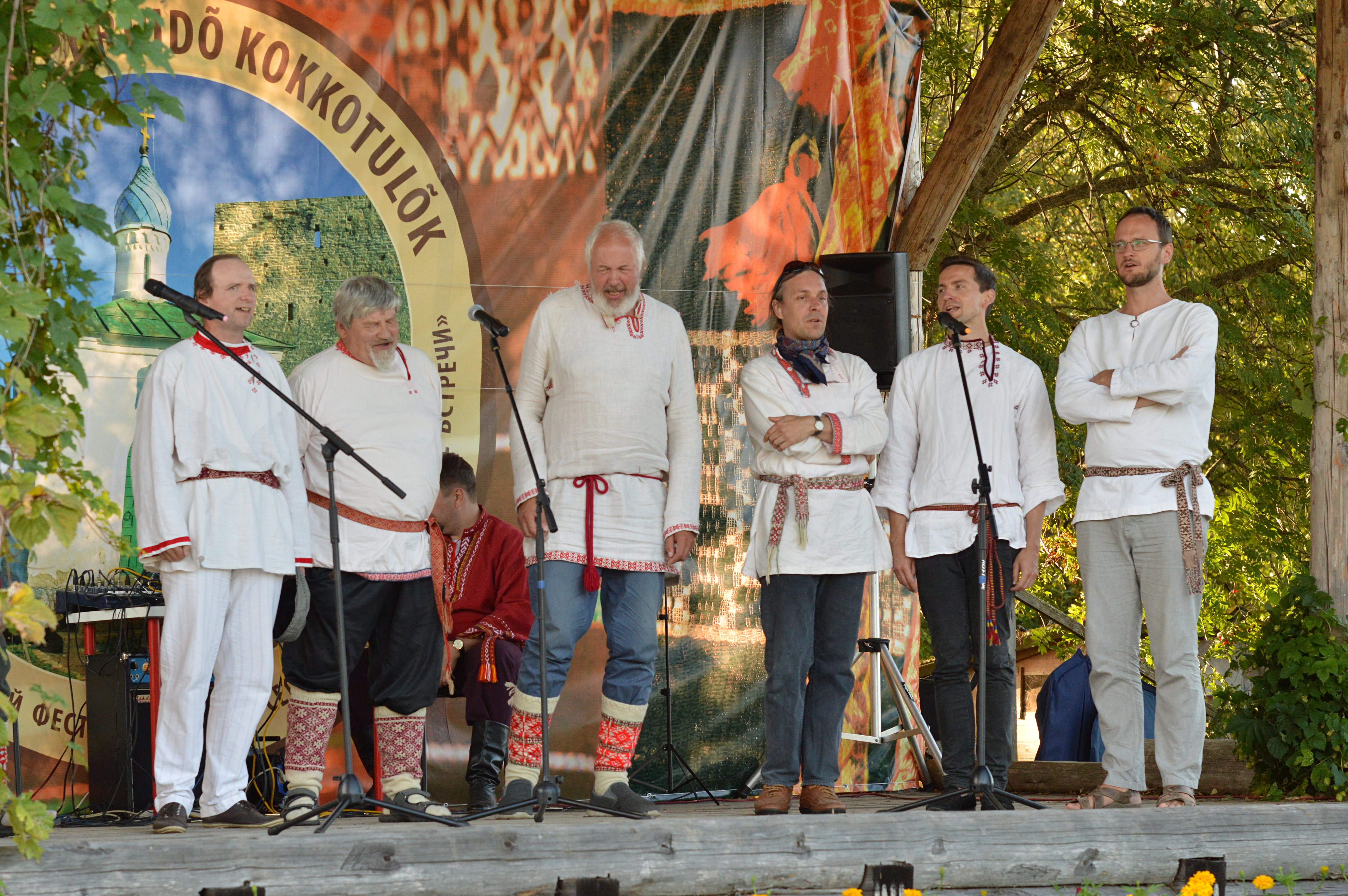
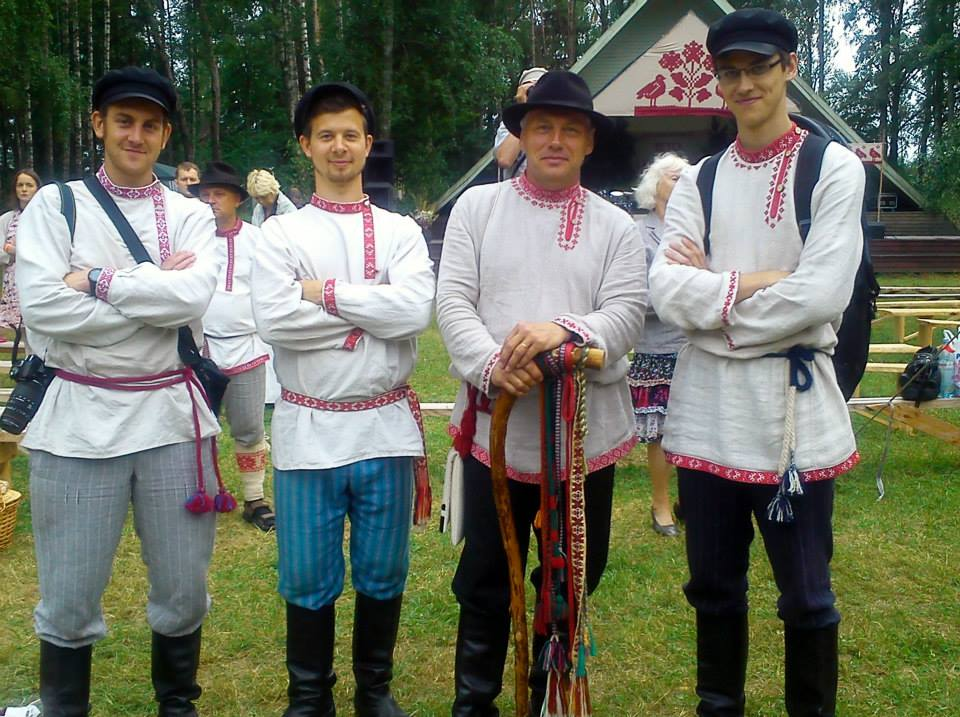
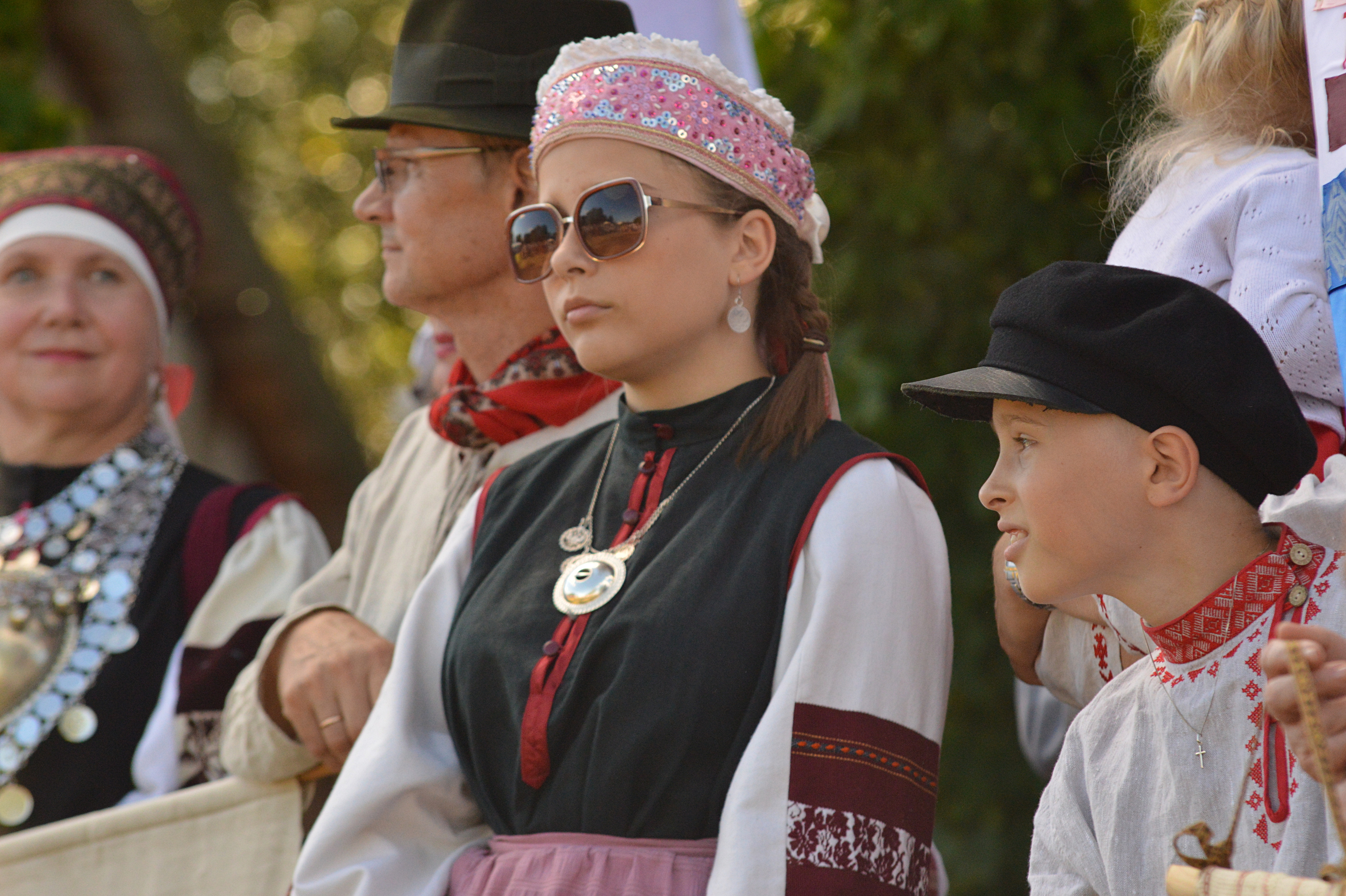

## Статус и программа поддержки сету в России
В июне 2010 году народ сету Постановлением Правительства Российской Федерации от 17 июня 2010 г. № 453 внесён в Единый перечень малочисленных народов России. Уже до принятия этого постановления губернатор Псковской области призвал эстонских сету переезжать в Россию.
Российское правительство выделило на период 2011—2014 годов 47 миллионов рублей для улучшения жизни переселенцев, что составило 140 000 рублей на одного человека. Из выделенных в 2012 году 13 миллионов рублей 8 миллионов пошли на ремонт музея-усадьбы сету в деревне Сигово (Радая, эст. Radaja). В 2011 году за 2 миллиона рублей для деревенских жителей был куплен трактор. Хелью Маяк (Helju Majak), председатель общества «Печорcкие сету» (эст. Petserimaa Setu) сказала, что для обработки земли и уборки картофеля теперь есть всё необходимое. Тем сету, кто хочет возделывать землю, Москва платит по 3000 рублей за гектар. С 2012 года каждый российский сету может бесплатно проверить своё здоровье.

## Имена
Как и имена представителей большинства современных европейских народов, состоят из двух основных элементов: личного имени и фамилии, появившейся поголовно во время российских описей начала XIX века. На сетуские именные традиции большое влияние оказало пограничное влияние православия, русского языка и культуры, приграничный характер расселения народа и его разделённый статус. Так, по данным опроса 1999 года, большинство сету РФ, родившихся до 1920 года, носили русские имена и фамилии.
В период между 1920—1940 годами все земли сету вошли в состав Эстонской республики. В этот период сету продолжали давать своим детям православные имена, но в условиях закрытия многих русских школ, их дети получали образование в эстонских, в среде сету в этот период получили широкое распространение эстонские имена. После того, как в стране установилось  правление Константина Пятса, в Эстонии началась принудительная эстонизация имён и фамилий сету.

## Видео
- Народ Сето — выпуск № 80 передачи «Ремесло» телеканала «Загородная жизнь».